# Клементин

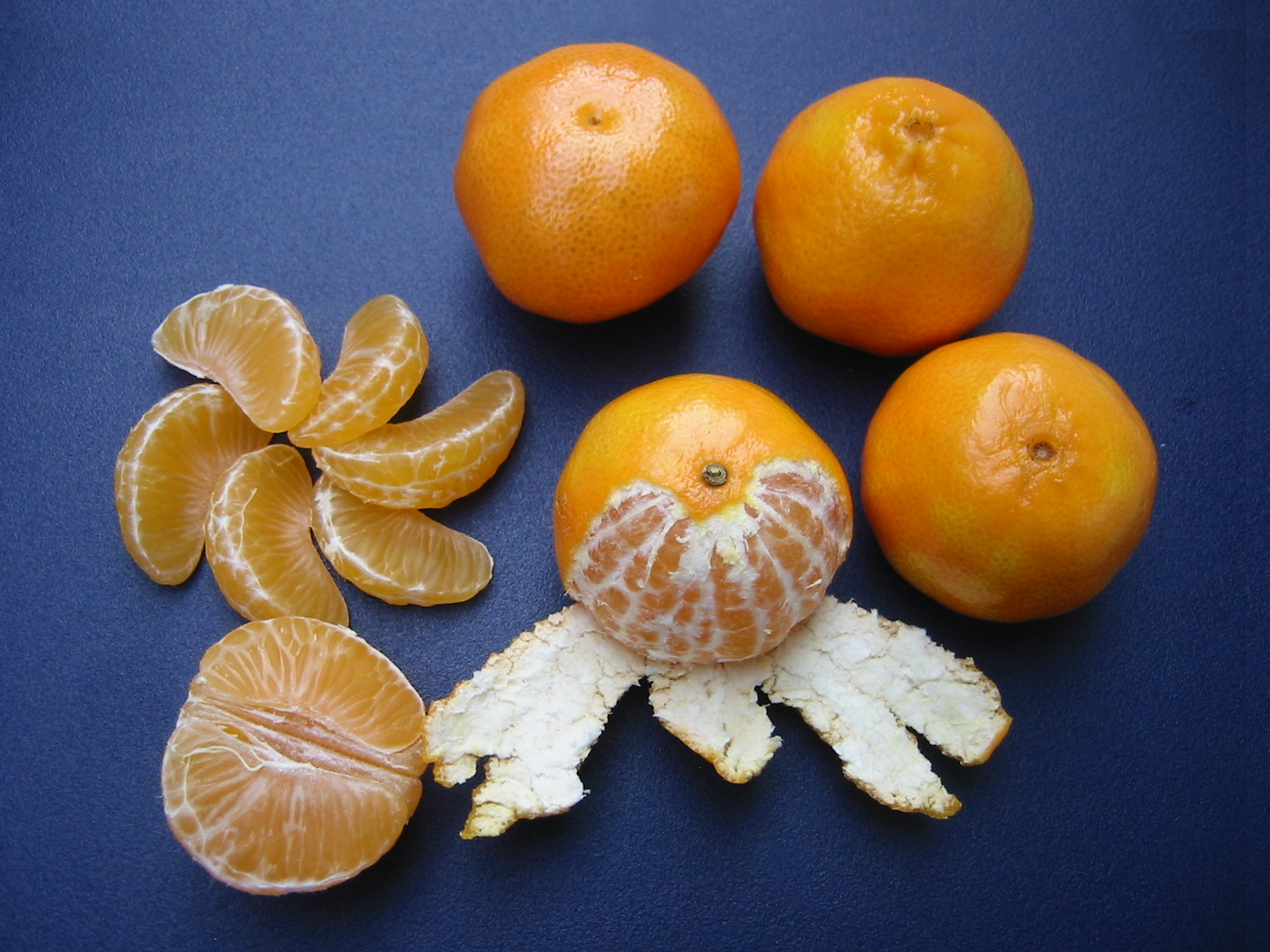
цілі фрукти і часточки

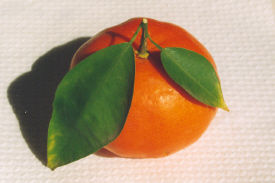
фото

Клементин (лат. Citrus clementina) — гібрид мандарина і апельсина-королька з підвиду померанець, створений в Алжирі в 1902 році французьким селекціонером Клеманом Родьє.
Плоди за формою нагадують мандарин, але солодші, маленькі, круглі, помаранчевого кольору, мають тверду шкірку, яка щільно прилягає до соковитої м'якоті. Листя щільні, невеликі, на короткому, трохи крилатому черешку, з зазублинами по краю і гострим кінцем. У пазухах листя є невеликі колючки.
Виростає, в основному, в країнах Середземномор'я. Основні постачальники: Іспанія, Марокко, Італія і Алжир.
Плоди відрізняються високим вмістом біологічно активних речовин, каротиноїдів, макро- і мікроелементів, біофлавоноїдів, багаті на вітамін C, добре зберігаються у холоді.
Плоди зацукровують і додають в бренді, сік заморожують і змішують з напоями. В Англії на клементині роблять лікери і маринади.